# Coppa Europa di bob
La Coppa Europa di bob è un circuito internazionale di gare di bob organizzato annualmente dalla Federazione Internazionale di Bob e Skeleton (IBSF) . Le gare si tengono generalmente tra novembre e gennaio. È seconda in termini di importanza solo alla Coppa del Mondo e, insieme alla Coppa Nordamericana, analoga competizione che si svolge sulle piste statunitensi e canadesi, è utilizzata dalle giovani promesse del bob per fare esperienza a livello internazionale ma anche da atleti affermati in ripresa da infortuni o che non trovano spazio nel massimo circuito mondiale. Non è comunque una competizione che prevede limiti di età per parteciparvi.
A differenza della Coppa del Mondo, le gare di Coppa Europa si disputano solo in località europee, anche se sono aperte a bobbisti di ogni nazionalità.

## Albo d'oro

### Bob a due donne
| Stagione | Vincitrice                     | Seconda                       | Terza                        |
| -------- | ------------------------------ | ----------------------------- | ---------------------------- |
| 2007-08  | Maria Spirescu Bulgaria        | Anja Schneiderheinze Germania | Fabienne Meyer Svizzera      |
| 2008-09  | Anja Schneiderheinze Germania  | Stefanie Szczurek Germania    | Lesa Mayes-Stringer Canada   |
| 2009-10  | Anja Schneiderheinze Germania  | Stefanie Szczurek Germania    | Viktorija Tokovaja Russia    |
| 2010-11  | Anja Schneiderheinze Germania  | Sabina Hafner Svizzera        | Carolin Zenker Germania      |
| 2011-12  | Stefanie Szczurek Germania     | Miriam Wagner Germania        | Carolin Zenker Germania      |
| 2012-13  | Stefanie Szczurek Germania     | Miriam Wagner Germania        | Carolin Zenker Germania      |
| 2013-14  | Carolin Zenker Germania        | Stefanie Szczurek Germania    | Miriam Wagner Germania       |
| 2014-15  | Maria Adela Constantin Romania | Miriam Wagner Germania        | Katrin Beierl Austria        |
| 2015-16  | Aleksandra Rodionova Russia    | Stephanie Schneider Germania  | Sabrina Duljevic Germania    |
| 2016-17  | Anna Köhler Germania           | Martina Fontanive Svizzera    | Ljubov' Černych Russia       |
| 2017-18  | Christin Senkel Germania       | Laura Nolte Germania          | Ljubov' Černych Russia       |
| 2018-19  | Alena Osipenko Russia          | Laura Nolte Germania          | Eveline Rebsamen Svizzera    |
| 2019-20  | Andreea Grecu Romania          | Anne Lobenstein Germania      | Melanie Hasler Svizzera      |
| 2020-21  | Lisa Buckwitz Germania         | Anastasija Dudkina Russia     | Stephanie Schneider Germania |
| 2021-22  | Stephanie Schneider Germania   | Lidija Hun'ko Ucraina         | Georgeta Popescu Romania     |

### Bob a due uomini
| Stagione | Vincitore                     | Secondo                   | Terzo                           |
| -------- | ----------------------------- | ------------------------- | ------------------------------- |
| 2007-08  | Beat Hefti Svizzera           | Oliver Harrass Germania   | Maximilian Arndt Germania       |
| 2008-09  | Manuel Machata Germania       | Gregor Baumann Svizzera   | Pius Meyerhans Svizzera         |
| 2009-10  | Manuel Machata Germania       | Benjamin Schmid Germania  | Maximilian Arndt Germania       |
| 2010-11  | Francesco Friedrich Germania  | Benjamin Schmid Germania  | Rico Peter Svizzera             |
| 2011-12  | Francesco Friedrich Germania  | Benjamin Schmid Germania  | Ivo de Bruin Paesi Bassi        |
| 2012-13  | Benjamin Schmid Germania      | Gregor Baumann Svizzera   | David Ludwig Germania           |
| 2013-14  | Nico Walther Germania         | Albrecht Klammer Germania | Uģis Žaļims Lettonia            |
| 2014-15  | Simone Bertazzo Italia        | Uģis Žaļims Lettonia      | Christoph Hafer Germania        |
| 2015-16  | Johannes Lochner Germania     | Maksim Andrianov Russia   | Christoph Hafer Germania        |
| 2016-17  | Richard Oelsner Germania      | Clemens Bracher Svizzera  | Oskars Ķibermanis Lettonia      |
| 2017-18  | Christoph Hafer Germania      | Pablo Nolte Germania      | Bennet Buchmüller Germania      |
| 2018-19  | Richard Oelsner Germania      | Simon Friedli Svizzera    | Mihai Cristian Tentea Romania   |
| 2019-20  | Mihai Cristian Tentea Romania | Oskars Melbārdis Lettonia | Simon Friedli Svizzera          |
| 2020-21  | Michael Kuonen Svizzera       | Dāvis Kaufmanis Lettonia  | Hans Peter Hannighofer Germania |
| 2021-22  | Richard Oelsner Germania      | Cédric Follador Svizzera  | Aleksej Stul'nev Russia         |

### Bob a quattro uomini
| Stagione | Vincitore                    | Secondo                     | Terzo                         |
| -------- | ---------------------------- | --------------------------- | ----------------------------- |
| 2007-08  | Beat Hefti Svizzera          | Manuel Machata Germania     | Aleksej Gorlačev Russia       |
| 2008-09  | Manuel Machata Germania      | Gregor Baumann Svizzera     | Oliver Harrass Germania       |
| 2009-10  | Manuel Machata Germania      | Maximilian Arndt Germania   | Aleksandr Kas'janov Russia    |
| 2010-11  | Edgars Maskalāns Lettonia    | Jānis Miņins Lettonia       | Benjamin Schmid Germania      |
| 2011-12  | Francesco Friedrich Germania | Benjamin Schmid Germania    | Martin Galliker Svizzera      |
| 2012-13  | David Ludwig Germania        | Benjamin Schmid Germania    | Gregor Baumann Svizzera       |
| 2013-14  | Nico Walther Germania        | Albrecht Klammer Germania   | Uģis Žaļims Lettonia          |
| 2014-15  | Simone Bertazzo Italia       | Uģis Žaļims Lettonia        | Jan Vrba Rep. Ceca            |
| 2015-16  | Johannes Lochner Germania    | Florian Wagner Germania     | Christoph Hafer Germania      |
| 2016-17  | Dmitrij Popov Russia         | Bennet Buchmüller Germania  | Ivan Linjučev Russia          |
| 2017-18  | Christoph Hafer Germania     | Bennet Buchmüller Germania  | Pablo Nolte Germania          |
| 2018-19  | Patrick Baumgartner Italia   | Jonas Jannusch Germania     | Richard Oelsner Germania      |
| 2019-20  | Jonas Jannusch Germania      | Oskars Melbārdis Lettonia   | Mihai Cristian Tentea Romania |
| 2020-21  | Aleksandr Bredichin Russia   | Maximilian Illmann Germania | Maksim Andrianov Russia       |
| 2021-22  | Aleksej Stul'nev Russia      | Richard Oelsner Germania    | Cédric Follador Svizzera      |

### Combinata uomini
| Stagione | Vincitore                 | Secondo                              | Terzo                        |
| -------- | ------------------------- | ------------------------------------ | ---------------------------- |
| 2007-08  | Beat Hefti Svizzera       | Oliver Harrass Germania              | Aleksej Gorlačev Russia      |
| 2008-09  | Manuel Machata Germania   | Gregor Baumann Svizzera              | Oliver Harrass Germania      |
| 2009-10  | Manuel Machata Germania   | Maximilian Arndt Germania            | Aleksandr Kas'janov Russia   |
| 2010-11  | Edgars Maskalāns Lettonia | Jānis Miņins Lettonia                | Francesco Friedrich Germania |
| 2011-12  | Benjamin Schmid Germania  | Gregor Baumann Svizzera              | Dmitrij Abramovič Russia     |
| 2012-13  | Benjamin Schmid Germania  | Gregor Baumann Svizzera              | David Ludwig Germania        |
| 2013-14  | Nico Walther Germania     | Albrecht Klammer Germania            | Uģis Žaļims Lettonia         |
| 2014-15  | Simone Bertazzo Italia    | Uģis Žaļims Lettonia                 | Christoph Hafer Germania     |
| 2015-16  | Johannes Lochner Germania | Christoph Hafer Germania             | Maksim Andrianov Russia      |
| 2016-17  | Dmitrij Popov Russia      | Clemens Bracher Svizzera             | Richard Oelsner Germania     |
| 2017-18  | Christoph Hafer Germania  | Bennet Buchmüller Germania           | Pablo Nolte Germania         |
| 2018-19  | Richard Oelsner Germania  | Rostislav Gajtjukevič Template:RUSTA | Jonas Jannusch Germania      |
| 2019-20  | Oskars Melbārdis Lettonia | Mihai Cristian Tentea Romania        | Jonas Jannusch Germania      |
| 2020-21  | Michael Kuonen Svizzera   | Maximilian Illmann Germania          | Maksim Andrianov Russia      |
| 2021-22  | Richard Oelsner Germania  | Aleksej Stul'nev Russia              | Cédric Follador Svizzera     |